# フロイド・メイウェザー・ジュニア 対 サウル・アルバレス戦
フロイド・メイウェザー・ジュニア 対 サウル・アルバレス戦（フロイド・メイウェザー・ジュニア たい サウル・アルバレスせん）は、2013年9月14日にアメリカ合衆国ネバダ州ラスベガスのMGMグランド・ガーデン・アリーナで開催されたプロボクシングの試合。イベント名は『ザ・ワン』と題された。
前座にはWBA・WBC世界スーパーライト級スーパー王者ダニー・ガルシアとWBC世界スーパーライト級暫定王者ルーカス・マティセーのWBAの防衛戦並びにWBCの王座統一戦、イシュー・スミスの防衛戦も行われた。

## 試合カード
- WBA世界スーパーウェルター級スーパー王座統一戦・WBC世界スーパーウェルター級タイトルマッチフロイド・メイウェザー・ジュニア対サウル・アルバレス
- WBA・WBC世界スーパーライト級タイトルマッチ(WBCが王座統一戦)WBA・WBC世界スーパーライト級スーパー王者[要出典]ダニー・ガルシア対WBC世界スーパーライト級暫定王者ルーカス・マティセー
- IBF世界スーパーウェルター級王者イシュー・スミス対カルロス・モリーナ
- ウェルター級10回戦パブロ・セサール・カノ対アシェリー・セオパン
- スーパーミドル級8回戦ロナウド・カブリル対シュザー・エル・アミン
- ミドル級8回戦クリス・ピアソン・ウィリアムス
- スーパーミドル級6回戦ルイス・アリアス対ジェームス・ウィンチェスター
- スーパーミドル級4回戦ラーネル・ベローズ対ヨルダン・ムーア

## 試合前の反響、試合
試合前のチケットは販売からわずか2日で完売。どちらが無敗を守るか、初の敗戦がつくか注目を集めた。WBAとWBCはメイウェザー・ジュニア対アルバレスの勝者に特別ベルトを贈呈する事を発表した。
試合はメイウェザーが全ての面でアルバレスを圧倒。12回2-0の判定勝ちでメイウェザーが真の最強の座を手にし、スーパーウェルター級のベルトを統一した。
しかし判定でドローを付けた女性審判員C･J･ロスに非難が集中。結局その責任を取ってジャッジを辞任するなど混乱も起きた。
テレビサが放送したメキシコでは40%を超え、2200万人が視聴した。
さらにこの試合はショウタイムがペイ・パー・ビュー (PPV) で生放送し、PPV収入は2007年のメイウェザー対デラホーヤ戦を超え過去最高となった。